# Башня Мункадетагуне
Башня Му́нкадета́гуне (эст. Munkadetagune torn) — башня, расположенная в Таллине, в Старом городе, является частью средневековых укреплений города. Памятник архитектуры XV века.
Находится на перекрёстке улиц Мюйривахе и Мунга, адрес: ул. Мюйривахе, 54. Введена в строй в 1450 году. 
Название «Мункадетагуне» в буквальном переводе с эстонского означает «позади монахов». Такое название объясняется тем, что в средние века рядом с башней находился Доминиканский монастырь. 
В шведские времена, в XVII веке, в народе башню называли Башней фитилей (швед. Lunten Thurm, эст. Süütenööride torn), так как она использовалась для хранения боеприпасов.
Башня Мункадетагуне соседствует с башнями Хеллемана и Бремени. Она неоднократно подвергалась пожарам, одним из первых был большой пожар в городе весной 1433 года, последний раз — в 1993 году. 
В начале XIX века башня, как и многие другие башни Таллина, была приватизирована. В ней были устроены квартиры и складские помещения. В 1970—1980-е годы башня была отреставрирована, и в ней открыли кафе. После пожара 1993 года она долго пустовала и была объектом споров о собственности.
В 2010 году башня была полностью отреставрирована и на сегодняшний день открыта для посетителей. 
Башня Мункадетагуне имеет 6 этаже, площадь её помещений составляет 150,3 м², объём — 1185,0 м³.
Мункадетагуне уникальна тем, что внутри неё четко можно увидеть три этапа постройки, точнее  — надстройки башни. Тем самым понятно, как модернизировались стены Ревеля по мере развития артиллерии. Другая особенность башни — подковообразное сечение. Внутрь города стена обращена плоской стороной. 
От городской стены Таллина с 46 башнями, протяженность которой в 16 веке составляла четыре километра, осталось только 2 километра стен и 26 башен. Башня Мункадетагуне соединяется с башней Хеллеманна крепостной стеной протяжённостью 173 метра, по которой могут прогуляться туристы и с которой открывается красивый вид как на Старый город, так и на современный.